# Jathedar
Jathedar est un terme utilisé dans le sikhisme qui signifie littéralement: capitaine. Dans le jargon sikh, jathedar  fait référence à un chef d'un groupe de bénévoles sikhs qui aident la communauté de leur religion (le Panth), ou qui servent de leurs objectifs. 
Pendant le mouvement d'Akali, dans les années 1920, ces groupes ont aidé avec une importance tout particulière à contrôler les gurdwaras, les temples sikhs; importance égale à celle qu'ils avaient connue lors des luttes au XVIIIe siècle contre les Moghols et les Afghans.
Aujourd'hui Jathedar est aussi le terme utilisé pour désigner un responsable des cinq Takhts sikhs, les cinq temples majeurs de cette religion. C'est un fonctionnaire choisi presque démocratiquement par ce qui est surnommé le « Parlement des sikhs ». Les occidentaux voire certains sikhs utilisent le terme « grand prêtre » pour parler d'un jathedar, à tort, car c'est un laïc. Cette charge peut être exercer par un homme ou une femme.
Couramment le terme jathedar est utilisé pour désigner un chef politique local issu du parti Shiromani Akali Dal.